# Бережновський могильник
Бережновський могильник, Бережновка, Бережновський курганний могильник — археологічна пам'ятка біля села Бережновка Ніколаєвського району на північному сході Волгоградської області у Заволжі.
Другий Бережновський могильник нараховує близько 200 курганів й невисоких, у 3-10 метри насипів. Кургани від мідної доби до середньовіччя розташовані у смузі 2.5 км. Могильник біля села Політотдельське фактично продовжує Бережновський могильник.

## Мідна доба
Великий масив підкурганих поховань, що відносяться до хвалинської культури.

## Бронзова доба
За ямної культури ранньої бронзи Бережнівський могильник є одним з найзначущіших у Волгоградській області з 33 похованнями.
Кургани полтавкинської культури ранньої бронзи згруповані у могильник. Одним з найзначніших є Бережнівський могильник з до 47 похованнями. Поховання можуть бути як основними у кургані, так й впускними. Іноді фіксуються так звані сімейні кладовища. Вони являють собою курган, насипаний над одним похованням з декількома впускними похованнями тієї ж культури.

### Бережнівсько-маївська зрубна культура
Виявлено 123 поховання доби зрубної культури середньої бронзи. На відміну від попередніх періодів за зрубної культури могильник, ймовірно, є родинним кладовищем. У кожному кургані міститься 3-4 (рідше 6-8 та більше) поховання, що можуть гуртуватися рядами.
За Бережнівським курганним могильником названа бережнівсько-маївська зрубна культура бронзової доби, що виділена на основі матеріалу Бережновки та Маївського курганного могильника Надпоріжжя.

## Залізна доба
Виявлено 315 поховань сарматської культури, що, зазвичай, містяться по 2-4 на курган.
За дослідженням З.О. Барбаруновой центральним сарматським могильником Нижнього Надволжя був Бережнівський та інші могильники Бережнівської групи. Яскравою особливістю цього гурту пам'яток є домінування підбойних поховань, нетиповість широкої чотирокутної ями характерної для інших сарматських поховань. Підбойно-катакомбний обряд поховання був перенесений до пам'яток Бережновка-Політотдєльське з долини річки Ілек, й вже звідси продовжив просування з сарматами на південь й південний захід. Так сарматські підбої з'являються у Калмикії (наприклад "Три брати"),  у 3-2 сторіччях до Р.Х. на Кубані, на Боспорі, Нижньому Подонні та в Ольвії. За К.Ф. Смирновим сарматський гурт "прото-аорсів" перейшов з долині річки Ілек на Нижнє Надволжя та Подоння у 3-2 сторіччі до Р.Х., де сформувалася нова сарматська прохоровська археологічна культура. Сучасні дослідження відкидає гіпотезу Л.Г. Нечаєвої про належність підбоїв-катакомб гунам.

## Середньовіччя
У сарматські кургани інтродуковані поховання середньовічних кочовиків.

### Золотоординська доба 13-14 сторіч
За Золотої Орди Нижнє Заволжя відносилося до улусу Бату й було центром монгольської держави й війська. Бережновський могильник був у північній частині улусу Бату. Цікавими є сагайдаки з поховань тої доби. Сагайдак з кургану 49 I містить з'єднання кістяними стрічками та рідке (тільки 5 золотоординських знахідок) декорування по краю подібними орнаментованими кістяними накладками; масивне умовне зображення оленя. Сагайдак виявлений у кургані 5 II містить петлі нехарактерні для пізньосередньовічних кочовиків з повтором орнаментації сагайдака на них; зони рослинної орнаментації та зображення динамічних оленів з довгим тілом й малими тонкими ногами, що нагадують зображення на оленніх каменях Тиви й Монголії; зображення у центрі дракона з виїмчастими трикутниками й ромбами чорною пастою що й на фон, чисельні пазуристі лапи, червоний врізний зигзазний хребет, що подібний до дракона з Кам'янського сагайдака.